# L'Âme de Hegel et les Vaches du Wisconsin
L'Âme de Hegel ou les Vaches du Wisconsin (L'Anima di Hegel e le Mucche del Wisconsin) est un essai d'Alessandro Baricco, publié en 1998, sur la musique cultivée. Il y fustige la musique atonale.

## Résumé
Introduction
L'auteur, dans sa Note introductive explique que cet essai a plus comme fonction d'élucider certaines questions plutôt que d'y répondre.
L'idée de musique cultivée
L'auteur pose d'abord les bases de son sujet : en quoi la musique cultivée est-elle « supérieure » ? La réponse que donneraient la plupart des gens (« elle est plus complexe », « elle a un contenu, une nature spirituelle ») l'emmène à tenter de définir l'origine de culture de cette musique. Il pose l'hypothèse que c'est Beethoven, le premier romantique, qui aurait fait de la musique d'avant lui, musique « commerciale » et spécifiquement laïque, quelque chose de sacré, c'est-à-dire une musique cultivée, une idée de la musique spirituelle, au service de la bourgeoisie[réf. nécessaire].